# Edad ósea
La edad ósea es una estimación de la maduración de los huesos de un niño. A medida que una persona crece desde la vida fetal hasta la adulta, los huesos del esqueleto cambian de forma y tamaño. Estos cambios pueden observarse a través de rayos X. La "edad ósea" de un niño es la Edad Media en la que los niños alcanza esta madurez ósea. La edad ósea y la estatura de un niño pueden ser usadas para predecir su estatura de adulto. Para la mayoría de las personas la edad ósea es la misma que la edad biológica, pero para algunos individuos puede haber una diferencia de hasta dos años entre una y otra. Aquellos con una edad ósea avanzada generalmente experimentan antes una etapa de rápido crecimiento o estirón, pero éste se detiene pronto, mientras aquellos con una edad ósea atrasada alcanzan ese estirón más tarde. Los niños con una estatura por debajo de la media no necesariamente tienen una edad ósea tardía. De hecho, su edad ósea podría ser avanzada, lo que, de no tratarse, podría dificultar su crecimiento.
Al nacer, sólo la metáfisis de los huesos largos está presente. Los huesos largos son aquellos que crecen principalmente por elongación en una de las epífisis. El grupo de huesos largos incluye el fémur, la tibia y el peroné en los miembros inferiores, el húmero, el radio, y cúbito en los miembros superiores (brazo y antebrazo), y las falanges de los dedos de manos y pies. Los huesos largos de las piernas suponen casi la mitad de la altura de un adulto. Los otros componentes esqueléticos principales de la altura son la columna vertebral y el cráneo.
Con el crecimiento, las epífisis se calcifican y se pueden observar con rayos x, tal como lo hacen  los huesos del carpo y el tarso de manos y pies, separados por una capa de cartílago en la que ocurre el crecimiento. Al incrementarse los niveles de esteroides sexuales en la pubertad, el crecimiento de los huesos se acelera. A medida que el crecimiento se va a acercando a su conclusión, los huesos se aproximan a su tamaño y forma de madurez. Las porciones de cartílago remanentes en las epífisis se contraen. A medida que éstas zonas son destruidas, se dice que las epífisis se "cierran" y el crecimiento se detiene.

## Métodos
El método más común empleado para el estudio de la edad ósea se basa en una radiografía de la muñeca y de la mano izquierda. La mano es fácil de radiografiar con una mínima cantidad de radiación y muestra numerosos huesos de una sola vez. Los huesos en la radiografía se comparan con los de un atlas estándar, generalmente el de Greulich y Pyle.
Un método más complejo también basado en una prueba de rayos X de la mano es el llamado método "TW2" o "TW3" (TW = Tanner Whitehouse).
La evaluación de la edad ósea es un procedimiento muy adecuado para la automatización por ordenador. La principal ventaja es la eliminación de la variabilidad en la valoración entre distintos evaluadores humanos. El método BoneXpert es el ejemplo más evidente del método completamente automatizado.

## Predicción de la estatura
Se han recopilado estadísticas para evaluar el porcentaje restante de crecimiento en altura para una determinada edad ósea. Mediante la aritmética simple, se puede estimar la estatura que alcanzará un niño al llegar a la edad adulta a partir de su estatura y su edad ósea actuales. Se emplean tablas separadas para niños y niñas debido a la diferencia en la edad a la que se alcanza la pubertad, y también se emplean porcentajes ligeramente diferentes en los casos de maduración ósea inusualmente precoz o tardía. Estas tablas, denominadas tablas de Bayley-Pinneau, se incluyen como apéndice en el atlas de Greulich y Pyle.
La estimación de la estatura adulta a partir de la edad ósea pierde fiabilidad en una serie de condiciones relacionadas con un crecimiento atípico. Por ejemplo, en los niños pequeños para la edad gestacional que, tras el nacimiento, siguen presentando una baja estatura, la edad ósea es un mal predictor de la estatura adulta.[cita requerida]

## Aplicación clínica de las lecturas de la edad ósea
Para la persona promedio, la edad ósea coincide con la edad cronológica. En términos de crecimiento en altura, y crecimiento en altura respecto de la edad ósea, las mujeres dejan de crecer en promedio dos años antes que los varones. El pico de velocidad de crecimiento se alcanza a los 11 años en las niñas y a los 13 años en los niños. Las mujeres han alcanzado el 99% de su estatura adulta a la edad ósea de 15 años, y los hombres alcanzan ese mismo punto con una edad ósea de 17 años. A partir de ese momento, solo les queda un poco de crecimiento potencial. Cuando las mujeres alcanzan una edad ósea de 16 años, y los hombres de 18 años, el crecimiento en altura se detiene, lo que significa que ya han alcanzado su estatura adulta.
Hay excepciones a la regla con las personas de edad ósea adelantada (la edad ósea es mayor que la edad cronológica), debido a que experimentan la pubertad o el estirón (pico de velocidad de crecimiento) de forma precoz, o debido a otra condición. De igual manera, también se producen excepciones con las personas de edad ósea retrasada (la edad ósea es menor que la edad cronológica) debido a que experimentan la pubertad o el estirón con retraso, o debido a otra condición.[cita requerida]
Una edad ósea adelantada o retrasada no siempre indica un crecimiento patológico. Por el contrario, la edad ósea puede ser normal en algunas condiciones de crecimiento anormal. Los niños no maduran exactamente al mismo ritmo. Al igual que existe una gran variación en la edad a la que se pierden los dientes de leche o se experimenta la menarquia, la edad ósea de un niño sano puede estar adelantada o retrasada uno o dos años respecto de la edad cronológica.[cita requerida]
Es habitual la maduración ósea adelantada en niños que han experimentado una elevación prolongada de los niveles de esteroides sexuales, como en pubertad precoz o hiperplasia suprarrenal congénita. La edad ósea suele estar marginalmente adelantada en casos de adrenarquia prematura, sobrepeso desde una edad temprana o lipodistrofia. Los niños con una edad ósea adelantada suelen presentar un estirón temprano, pero también dejan de crecer a una edad temprana. La edad ósea puede estar significativamente avanzada en casos de síndromes de sobrecrecimiento genético, como el síndrome de Sotos, el síndrome de Beckwith-Wiedemann o el síndrome de Marshall-Smith.[cita requerida]
La maduración ósea puede estar retrasada en una variación del desarrollo normal denominada retraso constitucional del crecimiento y de la pubertad, pero también puede acompañar a una falta de crecimiento debido a la deficiencia de hormona de crecimiento o al hipotiroidismo.[cita requerida]